# بن شوار
بن شوار، روستایی در دهستان رودزیر بخش علا شهرستان صیدون در استان خوزستان ایران است.

## جمعیت
بر پایه سرشماری عمومی نفوس و مسکن در سال ۱۳۹۵، جمعیت این روستا برابر با ۷۲۸ نفر (۱۶۲ خانوار) بوده‌است.